# Dominic Cummings
Dominic Mckenzie Cummings (ur. 25 listopada 1971 w Durham) – brytyjski strateg polityczny, były główny doradca premiera Wielkiej Brytanii Borisa Johnsona. Według wielu mediów jeden z kluczowych architektów Brexitu.

## Życiorys

### Wykształcenie
Po publicznej szkole podstawowej, uczęszczał do prywatnej Durham School w rodzinnym mieście. Następnie ukończył historię w Exeter College na Uniwersytecie Oksfordzkim.

### W polityce
Po ukończeniu studiów w 1994 roku przez trzy lata przebywał w Rosji, gdzie zajmował się m.in. projektem mającym na celu uruchomienie połączeń lotniczych między miastem Samarą a Wiedniem.
W latach 1999–2003 współzarządzał kampanią „Biznes za Sterlingiem” – przeciwko wejściu Wielkiej Brytanii do strefy euro. Następnie był doradcą Iaina Smitha przewodniczącego Partii Konserwatywnej. Po odłożeniu przez labourzystowskiego ministra finansów Gordona Browna planów przyjęcia euro, Cummings skupił się na rozwoju założonego w 2003 roku libertariańskiego think-tanku The New Frontiers Foundation. Stał się postacią powszechnie znaną po udanej kampanii przeciwko North–East Regional Assembly, kiedy to objeżdżał kraj z olbrzymim białym dmuchanym słoniem w ramach kampanii „North East Says No”. Dmuchana maskotka wielkości naczepy tira miała symbolizować olbrzymią biurokracje wymagającą sporego wysiłku w celu utrzymania, a mającej znikomy poza dekoracyjnym, wpływ na prawdziwe życie ludzi. Regionalne Izby Anglii były grupą pośrednio wybieranych organów lokalnych, które zostały utworzone na mocy przepisów ustawy o agencjach rozwoju regionalnego z 1998 roku, kilka miesięcy po objęciu urzędu premiera przez Tony'ego Blaira. Intencją pomysłodawców ich powstania – m.in. Johna Prescotta, było przekazanie większym kompetencji samorządom. Regional Assemblies były zgromadzeniami doradczymi i koordynującymi w obszarze strategii rozwoju i podnoszenia jakości życia w poszczególnych regionach. Powszechnie krytykowane za byt zbędny — generujący olbrzymie koszty — zaczęły być likwidowane już w 2008, jeszcze przed zmianą rządu krajowego. Po dojściu przez konserwatystów do władzy w Londynie – od 2010 do 2014 roku Cummings był specjalnym doradcą Michaela Gove'a – ministra edukacji. W 2015 roku został dyrektorem w „Głosuj za wyjściem” (ang. vote leave) – organizacji pozarządowej, która przeprowadziła kampanię referendalną za opuszczeniem przez Wielką Brytanię struktur Unii Europejskiej. Po tym, jak Boris Johnson został premierem w lipcu 2019 roku Cummings stał się jego głównym doradcą. Odszedł z rządu w wyniku skandalu po tym jak ujawniono, że w celach prywatnych przemieszczał się po kraju mając symptomy choroby w czasie najbardziej restrykcyjnych obostrzeń wprowadzonych przez rząd w związku z pandemią COVID-19. Przebieg choroby opisała kilka tygodni później żona Cummingsa – Mary Wakefield – dziennikarka The Spectator. Jednak wg BBC był to jedynie pretekst do usunięcia Cummingsa w związku z nasilającymi się konfliktami na zapleczu gabinetu. Od lutego 2021 roku jest doradzą w firmie technologicznej zarejestrowanej w pobliżu posiadłości ojca w Durham. Jest głównym bohaterem filmu HBO – „Brexit. The uncivil war”.